# Eugeniusz Szwankowski
Eugeniusz Szwankowski (ur. 22 listopada 1906 w Warszawie, zm. 3 stycznia 1973 tamże) – polski historyk, teatrolog, profesor Uniwersytetu Warszawskiego, varsavianista.

## Życiorys
Urodził się w rodzinie Stanisława, urzędnika kolejowego, i Eugenii z Affanasowiczów, brat Stanisława. Absolwent Państwowego Gimnazjum im. Stefana Batorego w Warszawie (matura 1926). W 1926 podjął studia historyczne na Uniwersytecie Warszawskim. Po uzyskaniu dyplomu w roku 1931 rozpoczął zawód archiwisty naukowego. W latach 1931–1951 pracował w Archiwum Miejskim m.st. Warszawy, w którym pełnił kolejno funkcje kierownika działu akt dawnych, kustosza i dyrektora. W kwietniu 1939 złożył rozprawę doktorską o gospodarce finansowej Warszawy doby Królestwa 1816–1830; egzaminy zdał podczas okupacji niemieckiej w tajnym Uniwersytecie w roku 1941. Przebywał w Warszawie do 1943, tj. do swego wyjazdu ze względu na stan zdrowia i sprawy rodzinne do Hrubieszowa, a potem do Lublina, gdzie pracował jako robotnik kolejowy. 
Od 1952 do śmierci był samodzielnym pracownikiem naukowym Instytutu Sztuki PAN, w którym kierował działem dokumentacji teatralnej. W latach 1957–1964 był kierownikiem Oddziału Teatralnego Muzeum Historycznego m.st. Warszawy, późniejszego Muzeum Teatralnego w Warszawie. W 1955 uzyskał tytuł docenta, a w 1960 stanowisko profesora nadzwyczajnego. 
Opracował wiele haseł Polskiego Słownika Biograficznego, Słownika biograficznego teatru polskiego (był członkiem jego komitetu redakcyjnego) oraz Encyklopedii Warszawy. Współpracował ze Stolicą, Teatrem, Pamiętnikiem Teatralnym i Biuletynem Historii Sztuki. W 1956 otrzymał Nagrodę m.st. Warszawy. 
Został pochowany w grobowcu rodzinnym Eychhornów na cmentarzu Powązkowskim w Warszawie (kwatera 274-5-22).

## Życie prywatne
Od 2 kwietnia 1945 był mężem Hanny Eychhorn-Szwankowskiej (1919–2012).

## Ważniejsze publikacje
- Warszawa: rozwój urbanistyczny i architektoniczny (Warszawa, Państwowe Wydawnictwa Techniczne, 1952).
- Teatr Wojciecha Bogusławskiego w latach 1799–1814 (Wrocław, Zakład im. Ossolińskich, 1954, t. 1 serii Materiały do dziejów teatru w Polsce).
- Alojzy Żółkowski – ojciec (Warszawa, Państwowy Instytut Wydawniczy, 1956).
- Teatr rzeczypospolitej szlacheckiej (Warszawa, Centralna Poradnia Amatorskiego Ruchu Artystycznego, 1962, z serii Reflektory na Scenę Polską).
- Teatr polski w XIX i XX wieku: Lata 1799–1939 (Warszawa, Centralna Poradnia Amatorskiego Ruchu Artystycznego, 1963, z serii Reflektory na Scenę Polską).
- Ulice i place Warszawy (Warszawa, Państwowe Wydawnictwo Naukowe, 1963).
- Repertuar teatrów warszawskich 1814–1831 (Warszawa, Instytut Sztuki Polskiej Akademii Nauk, zeszyt 5 serii Repertuar teatrów w Polsce).
- Teatry Warszawy w latach 1765–1918 (Warszawa, Państwowe Wydawnictwo Naukowe, 1979).

## Ordery i odznaczenia
- Złoty Krzyż Zasługi (11 lipca 1955)[7]
- Medal 10-lecia Polski Ludowej (19 stycznia 1955)[8]

## Upamiętnienie
Od 1992 jest patronem ulicy na warszawskim Bemowie (wcześniej nosiła ona imię Franciszka Grzelszczaka).